# Дикке, Роберт
Ро́берт Ге́нри Ди́кке (англ. Robert Henry Dicke; 6 мая 1916 — 4 марта 1997) — американский физик, член Национальной академии наук США с 1967 года, известный своими работами в области астрофизики, атомной физики, космологии и гравитации. Один из первых разработчиков теории электрических цепей с распределёнными параметрами.

## Биография
Дикке окончил Принстонский университет и получил степень доктора философии (PhD) по ядерной физике в 1939 в университете Рочестера. Во время Второй мировой войны он работал в МТИ в Лаборатории излучений, где участвовал в разработке радаров и изобрёл радиометр Дикке — приёмник микроволн. С его помощью при измерениях с крыши Лаборатории излучений Дикке впервые нашёл верхний предел уровня электромагнитных шумов в этом диапазоне: менее 20 Кельвин эффективной температуры.
В 1946 году Дикке возвращается в Принстон, где будет работать до конца своей карьеры. Сначала Дикке работал в области атомной физики, в частности, в 1953 году изучал оптическую накачку параллельно и независимо от А. Кастлера. В 1954 году Дикке предсказал явление сверхизлучения в системе сильно связанных возбуждённых дипольных излучателей. В 1958 году независимо от А. М. Прохорова и А. Шавлова предложил открытый резонатор для получения лазерного эффекта. Измерил гиромагнитное отношение электрона с большой точностью. Важным вкладом Дикке в спектроскопию и метрологию является предсказание существования сужения Дикке: когда длина свободного пробега атома становится много меньше длины волны излучения, в процессе испускания или поглощения фотона атом меняет скорость и направление движения много раз, что приводит к усреднению доплеровского сдвига и уменьшает доплеровское уширение спектральной линии аналогично эффекту Мёссбауэра для гамма-излучения. В области миллиметровых и микрометровых волн сужение Дикке происходит при относительно низких давлениях газа, что позволяет использовать эффект для повышения точности атомных часов.
Затем Дикке посвятил себя области прецизионных тестов общей теории относительности (ОТО) и особенно принципа эквивалентности. Совместно с Карлом Брансом он разработал теорию Бранса — Дикке — модификацию ОТО с нарушением принципа эквивалентности, вдохновлявшуюся гипотезой больших чисел Дирака и принципом Маха и базировавшуюся на более ранних работах П. Йордана. Эксперимент Ролла, Кроткова и Дикке (1964) поставил верхний предел отклонений от принципа эквивалентности, более чем в 100 раз более точный, чем предшествующие работы Л. фон Этвёша. Также Дикке занимался проблемой квадрупольного момента Солнца, важного для сравнения результатов измерений прецессии перигелия Меркурия с предсказаниями ОТО, и опубликовал работу, в которой утверждалось об обнаружении эллиптичности формы Солнца. Это вызвало всплеск интереса с данной проблематике, что закончилось опровержением результатов Дикке, но поставило новый предел на эллиптичность формы солнечного диска и соответственно на квадрупольный момента Солнца, подтвердив релятивистскую природу аномальной прецессии перигелия Меркурия.
Дирак отметил, что гравитационная постоянная G примерно равна обратному возрасту Вселенной, выраженному в некоторых естественных единицах, и предположил, что такое соответствие не случайно, а фундаментально и выполняется на всех стадиях развития Вселенной, то есть что G меняется так, чтобы такое соотношение было верно всегда. Дикке показал, что такое соотношение может быть эффектом выборки: G определяет время жизни звёзд главной последовательности, таких как Солнце, а именно эти звёзды формируют химические элементы, необходимые для развития жизни, а также дают жизни свет и тепло. В другие эпохи, когда соотношение Дирака сильно нарушено, просто не будет существовать разумной жизни, чтобы это отметить. Это было первым современным приложением того, что сейчас называется слабым антропным принципом.
В начале 1960-х годов работы над теорией Бранса — Дикке привели Дикке к разработке проблемы физического состояния ранней Вселенной, и вместе с Джимом Пиблсом он предсказал существование реликтового излучения (1964) (одновременно с Дорошкевичем и Новиковым (1964) и забыв, по его собственным словам, об аналогичном предсказании Георгия Гамова с соавторами (1948)). Приступив совместно с Д. Уилкинсоном и Питером Роллом к конструированию радиометра для проверки предсказания, группа Дикке с удивлением узнала, что их случайно опередили Арно Пензиас и Роберт Вильсон, занимавшиеся проблемой уровня шумов нового радиометра в Bell Labs буквально в нескольких милях от Принстона. Тем не менее, группа Дикке провела независимые измерения и подтвердила существование фона, а также дала теоретическое объяснение результата Пензиаса и Вильсона, переведя физику ранней Вселенной из разряда спекуляций в экспериментальную науку.
Дикке в 1970 году принадлежит интересный аргумент о том, что плотность материи во Вселенной должна быть очень близка к критической. Обычные космологические модели проходят последовательно через стадии доминирования излучения, материи, кривизны и т. д. Переходы между стадиями — это выделенные интервалы времени, которые a priori должны занимать много меньше времени, чем сами стадии. Так как мы видим, что во Вселенной присутствует существенное количество материи, то мы либо живём в переходной стадии из или к стадии доминирования вещества, либо в середине такой стадии; последняя возможность более вероятна согласно принципу Коперника. Это предположение требует малой пространственной кривизны Вселенной, поэтому плотность Вселенной должна быть близка к критической. Этот аргумент носит название «совпадение Дикке». На самом деле он неверен, по причинам, близким к аргументации Дикке о соотношении Дирака, так как сейчас показано, что мы действительно живём в эпоху перехода от стадии доминирования вещества к доминированию тёмной энергии. Объяснение совпадения Дикке с точки зрения антропного принципа было дано Вайнбергом в 1987 году.
В области электроники Роберт Дикке известен изобретением синхронного усилителя, широко применяемого ныне, а также разработкой теории цепей с распределёнными параметрами для высокочастотной электроники.
В 1970 году Дикке был награждён Национальной научной медалью США, в 1973 году — премией Комстока Национальной академии наук США, а в 1992 — премией Беатрис Тинслей Американского астрономического общества.

## Семья
Дикке женился на Анни Кюрри (Annie Currie) в 1942 году. Шотландка Анни родилась в Барроу-ин-Фернесс в Англии в 1920 году и в юном возрасте иммигрировала в Рочестер, штат Нью-Йорк, через Австралию и Новую Зеландию, о которых у неё остались самые приятные воспоминания. Вплоть до последних дней Анни утверждала, что Австралия — приятное место, но вот Новая Зеландия — это просто рай.
В начале Второй мировой войны Роберта попросили участвовать в разработке радаров в МТИ. Именно там и началась их семейная жизнь. Там Анни подружилась со многими жёнами других научных работников, работавших над похожими проектами. Однако из-за секретности никто из них не знал, чем конкретно занимаются их мужья, и они не обсуждали этого.
В конце войны Роберт и Анни переехали в Принстон, штат Нью-Джерси, где Роберт работал в университете. Роберт умер там 4 марта 1997 года. Анни жила в Принстоне до 2002 года, а затем переехала в Хайтстаун (Hightstown), штат Нью-Джерси, где и проживала в Meadow Lakes Retirement Community до своей кончины в 2005 году.
Роберт и Анни имели одну дочь, Нэнси, родившуюся в 1945 году, и двух сыновей, Джона — 1946, и Джеймса — 1953 года рождения. К моменту смерти Роберта его семья насчитывала шесть внуков и двух правнуков.

## Основные труды
- Kuhn J. R., Libbrecht K. G., Dicke R. H. The surface temperature of the sun and changes in the solar constant (англ.) // Science : journal. — 1988. — Vol. 242. — P. 908. — doi:10.1126/science.242.4880.908. — Bibcode: 1988Sci...242..908K.
- Williams J. G., Dicke R. H., Bender P. L., Alley C. O., Currie D. G., Carter W. E., Eckhardt D. H., Faller J. E., Kaula W. M. et al. New test of the equivalence principle from lunar laser ranging (англ.) // Phys. Rev. Lett. : journal. — 1976. — Vol. 36. — P. 551. — doi:10.1103/PhysRevLett.36.551. — Bibcode: 1976PhRvL..36..551W.
- Peebles P. J. E., Dicke R. H. Origin of the Globular Star Clusters (англ.) // The Astrophysical Journal : journal. — IOP Publishing, 1968. — Vol. 154. — P. 891. — doi:10.1086/149811. — Bibcode: 1968ApJ...154..891P.
- Dicke R. H. Mach's Principle And Invariance Under Transformation Of Units (англ.) // Phys. Rev. : journal. — 1962. — Vol. 125. — P. 2163. — doi:10.1103/PhysRev.125.2163. — Bibcode: 1962PhRv..125.2163D.
- Dicke; R. H. Seismology and geodesy of the sun: Low-frequency oscillations (англ.) // Proceedings of the National Academy of Sciences of the United States of America : journal. — 1981. — April (vol. 78, no. 4). — P. 1989—1993. — doi:10.1073/pnas.78.4.1989. — Bibcode: 1981PNAS...78.1989D. — PMID 16592998. — PMC 319267.
- Dicke; R. H. Seismology and geodesy of the sun: Solar geodesy (англ.) // Proceedings of the National Academy of Sciences of the United States of America : journal. — 1981. — March (vol. 78, no. 3). — P. 1309—1312. — doi:10.1073/pnas.78.3.1309. — Bibcode: 1981PNAS...78.1309D. — PMID 16592985. — PMC 319117.
- Dicke; R. H. The Oblateness of the Sun and Relativity (англ.) // Science. — 1974. — 26 April (vol. 184, no. 4135). — P. 419—429. — doi:10.1126/science.184.4135.419. — Bibcode: 1974Sci...184..419D. — PMID 17736508.
- Dicke; R. H. Solar Models (англ.) // Science. — 1967. — 25 August (vol. 157, no. 3791). — P. 960. — doi:10.1126/science.157.3791.960. — Bibcode: 1967Sci...157..960D. — PMID 17792834.
- Dicke; R. H. The Earth and Cosmology: The earth may be affected by the distant matter of the universe through a long-range interaction (англ.) // Science : journal. — 1962. — 9 November (vol. 138, no. 3541). — P. 653—664. — doi:10.1126/science.138.3541.653. — Bibcode: 1962Sci...138..653D. — PMID 17829699.
- Dicke; R. H. New Research on Old Gravitation: Are the observed physical constants independent of the position, epoch, and velocity of the laboratory? (англ.) // Science : journal. — 1959. — 6 March (vol. 129, no. 3349). — P. 621—624. — doi:10.1126/science.129.3349.621. — Bibcode: 1959Sci...129..621D. — PMID 17735811.

### Книги
1. Principles of Microwave Circuits (1948, with C. G. Montgomery and E. M. Purcell)
2. Introduction to Quantum Mechanics (1960, with James Wittke)
3. The Theoretical Significance of Experimental Relativity (1964)
4. Theoretical Significance of Experimental Relativity (1965)
5. Gravitation and the Universe (1970), русский перевод: Гравитация и Вселенная (1972)